# Raión de Trostianets (Sumy)
Trostianets (en ucraniano: Тростянецький район) es un raión o distrito de Ucrania en el óblast de Sumy. 
Comprende una superficie de 1065 km².
La capital es la ciudad de Trostianets.

## Demografía
Según estimación 2010 contaba con una población total de 37616 habitantes.

## Otros datos
El código KOATUU es 5925000000. El código postal 42600 y el prefijo telefónico +380 5458.